# Luková (Nepolisy)
Luková (německy Lukowa) je malá vesnice, část obce Nepolisy v okrese Hradec Králové. Nachází se asi 1,5 km na východ od Nepolis. Prochází tudy železniční trať Chlumec nad Cidlinou - Trutnov. V roce 2009 zde bylo evidováno 42 adres. V roce 2001 zde trvale žilo 99 obyvatel.
Luková leží v katastrálním území Luková nad Cidlinou o rozloze 1,76 km2 .
V Lukové se nachází nejstarší stavení v obci Nepolisy – jedná se o roubené stavení čp. 1. Dům prošel v období mezi 60. a 90. lety 20. století přestavbou: Došky byly vyměněny za pálenou střešní krytinu, původní zdobná předsazená lomenice byla nahrazena nepředsazeným, jednoduše bedněným štítem, střecha byla upravena na polovalbovou (v 60. letech byla sedlová, nicméně původně byl dům zřejmě završen kabřincem), bylo zrušeno původní šestitabulkové členění oken. Vizuální nejnápadnějšími změnami byly pravděpodobně uříznutí přečnívajících zhlaví stropních trámů a nahrazení dřevěného plaňkového plotu drátěným. Stavební podstata domu nicméně zůstala zachována.